# Maria-Theresien-Denkmal

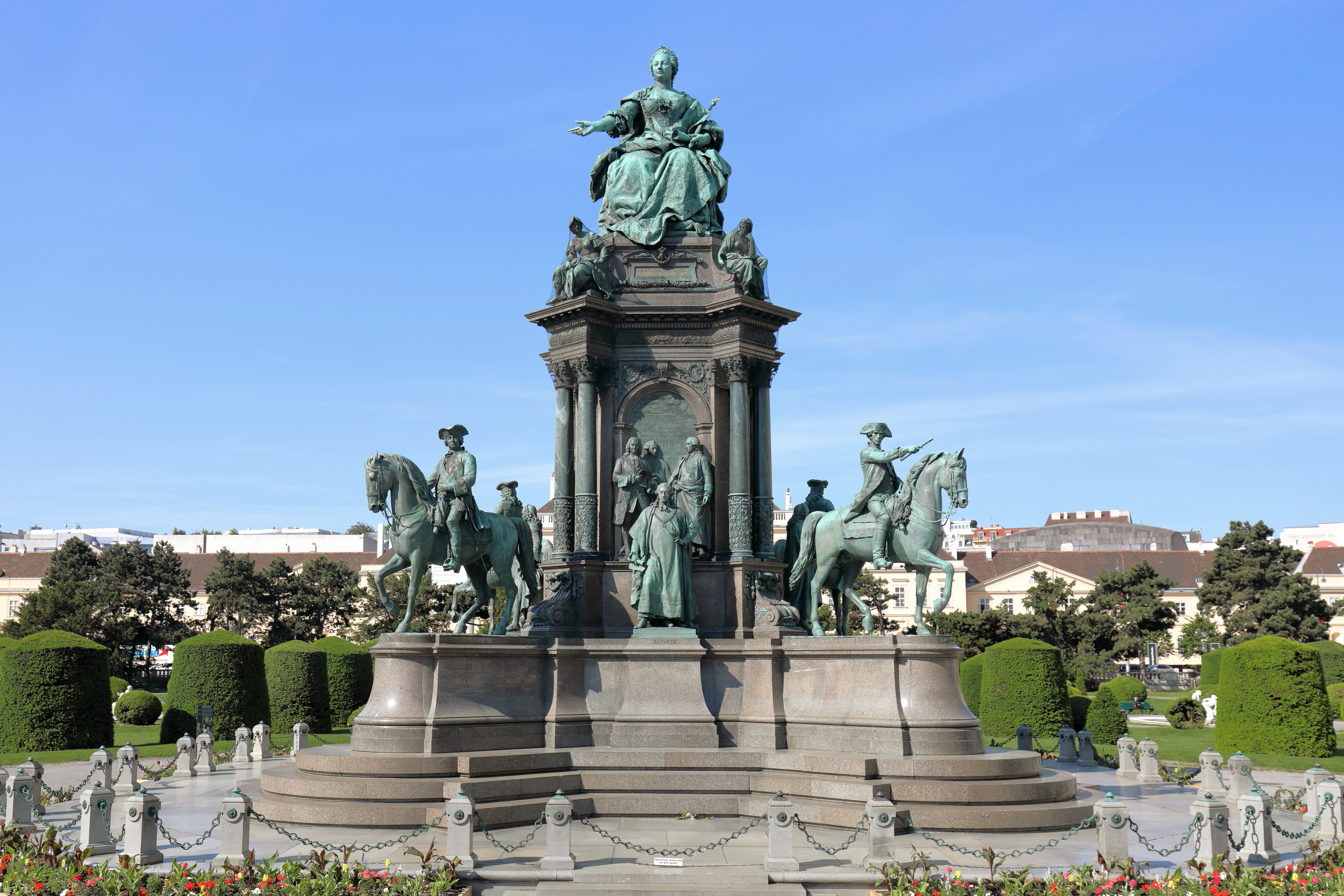
Maria-Theresien-Denkmal

Das Maria-Theresien-Denkmal auf dem Maria-Theresien-Platz in Wien erinnert an die österreichische Kaiserin Maria Theresia. Es wurde in den Jahren 1874–1888 im Auftrag von Franz Joseph I. nach Entwurf von Kaspar Zumbusch errichtet. Das Monument zeigt die thronende Kaiserin über den führenden Staatsmännern, Feldherren, Künstlern und Wissenschaftern ihrer Zeit. Es ist das größte und bedeutendste Denkmal der Habsburgermonarchie.

## Historischer Hintergrund
Das Kaisertum Österreich hatte 1859 bzw. 1866 die Lombardei und Venetien an das neue Königreich Italien verloren. Es war 1866 nach der Niederlage im Deutschen Krieg, den Preußen durch Verletzung der Regeln des Deutschen Bundes ausgelöst hatte, gezwungenermaßen aus Deutschland ausgeschieden, das sich 1871 als Deutsches Reich unter neuem Kaisertum konstituierte. 1867 musste Kaiser Franz Joseph I. im Ausgleich mit Ungarn der förmlichen Teilung des Kaiserstaates in eine von Wien aus regierte cisleithanische und eine von Budapest aus regierte transleithanische Reichshälfte zustimmen, wobei Ungarn sich zunehmend nicht als Reichshälfte, sondern als weitgehend selbstständiger Staat gerierte.
Während der Weltausstellung 1873 in Wien war eine Wirtschaftskrise aufgetreten, der „Gründerkrach“, der den Liberalismus als führende politische Bewegung abwertete und neue Massenparteien, vorerst die Christlichsozialen, später auch die Sozialdemokraten, entstehen ließ. Außerdem machten sich im Vielvölkerstaat immer stärker nationale Bewegungen bemerkbar.
Diesen zentrifugalen und die monarchische Macht erodierenden Tendenzen wollte man durch patriotische Appelle an Glanz und Glorie der Doppelmonarchie entgegenarbeiten. An der seit 1858 in Bau befindlichen und 1865 (noch unfertig) eröffneten neuen Wiener Ringstraße um die Altstadt bot sich die Möglichkeit dazu. Auf dem an den Maria-Theresien-Platz zentrumsseitig auf der anderen Straßenseite der Ringstraße anschließenden Heldenplatz vor der Hofburg wurden 1860 und 1865 Denkmäler der zwei wichtigsten Feldherren der Monarchie errichtet, Prinz Eugen und Erzherzog Karl. Für den Maria-Theresien-Platz, der mit dem Heldenplatz ein Kaiserforum bilden sollte, bot sich an, ein Denkmal der historischen Landesmutter zu errichten. Maria Theresia, Erzherzogin von Österreich, regierte die Habsburgermonarchie 1740 bis 1780. Sie hatte durch ihre Ehe mit Franz Stephan von Lothringen und seine Kaiserwahl das römisch-deutsche Kaisertum nach Wien zurückgeholt und den Fortbestand der Dynastie, nunmehr als Haus Habsburg-Lothringen, gesichert. Die Kaiserin verwies auf eine Zeit, in der die Entwicklung der Monarchie weder von partei- noch von nationalpolitischen Überlegungen abhängig war, sondern von der Weisheit der Regierenden. Ihr Ansehen und ihre Beliebtheit sollten auf das aktuelle Kaisertum ausstrahlen.

## Das Denkmal

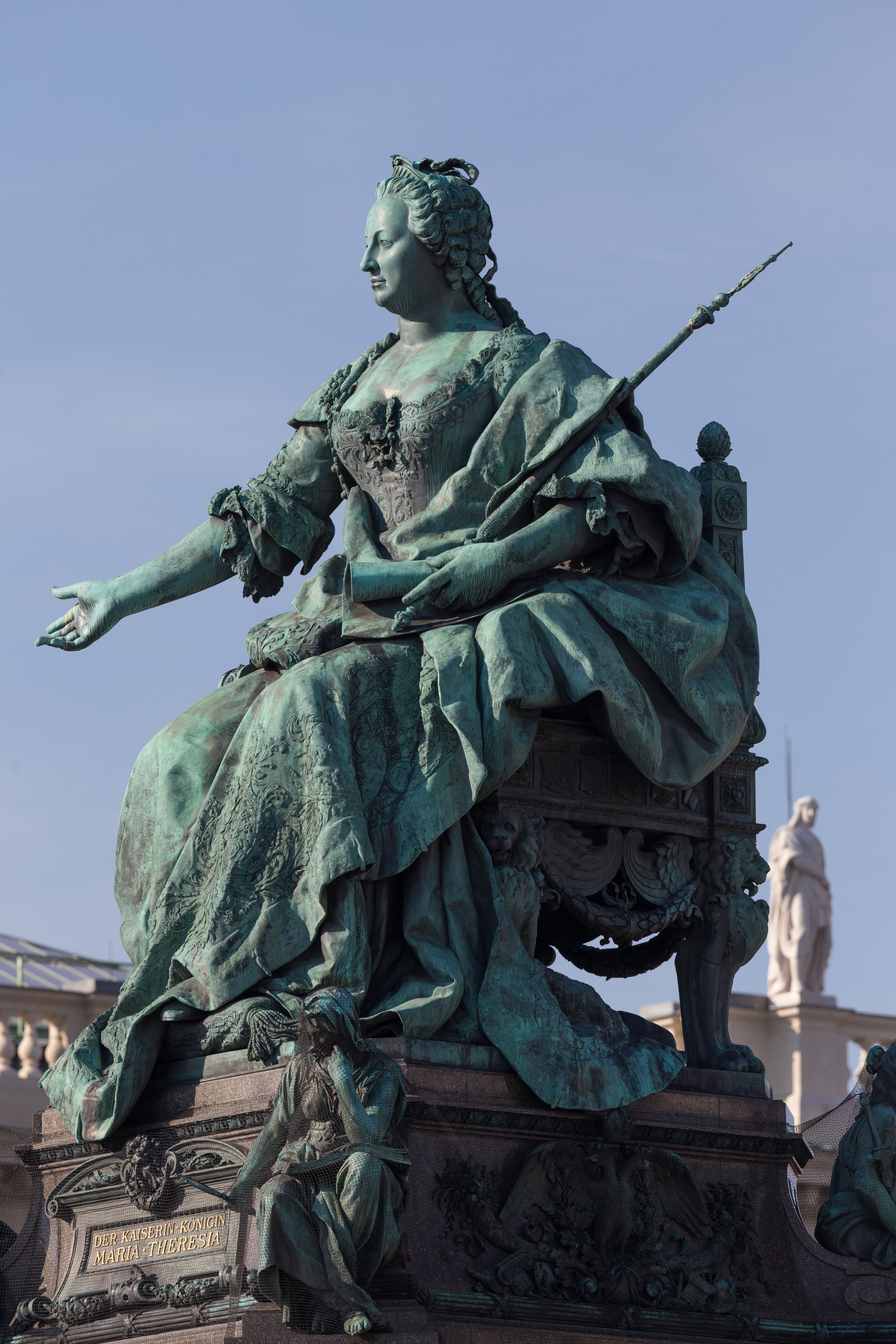
Maria Theresia

Das Maria-Theresien-Denkmal gilt als das wichtigste Herrscherdenkmal der Habsburgermonarchie in Wien. Es steht auf dem Maria-Theresien-Platz an der Wiener Ringstraße (Burgring) zwischen den damaligen Hofmuseen, dem 1891 eröffneten Kunsthistorischen Museum und dem 1889 eröffneten Naturhistorischen Museum, vor dem Hintergrund der damaligen Hofstallungen, des heutigen Museumsquartiers. Anlässlich der Enthüllung des Denkmals 1888 wurde dieser Teil des Kaiserforums Maria-Theresien-Platz benannt.
Für die Ausführung der Skulpturen reichten 1874 die drei Bildhauer Johannes Benk, Carl Kundmann und Caspar Zumbusch Entwürfe ein. Kaiser Franz Joseph I. entschied sich für Zumbusch, der mit seinem Schüler Anton Brenek rund 13 Jahre an den Bronzeplastiken arbeitete, die ein Gesamtgewicht von 44 Tonnen aufweisen. Carl von Hasenauer gestaltete die Architektur des Monuments.
Mit dem Sockel bedeckt das Denkmal eine Fläche von 632 m² und ist 19,36 m hoch, obenauf die Sitzfigur der Kaiserin mit 6 m Höhe. Basis und Kettenständer bestehen aus Mauthausener Granit aus Enghagen in Oberösterreich, Postament und Sockel aus braunem Hornblende-Granit aus Petersburg-Jeschitz bei Pilsen in Böhmen, die Säulen aus Serpentinit aus Wiesen bei Sterzing in Südtirol.
Das inhaltliche Programm für das Denkmal stammte von Alfred von Arneth, Direktor des kaiserlichen Haus-, Hof- und Staatsarchivs. Die Monarchin selbst sitzt auf ihrem Thron an der Spitze, in der Linken ein Zepter und die Pragmatische Sanktion, den Staats- und Verfassungsvertrag, der ihr als Frau die Herrschaft in den habsburgischen Erblanden und in Ungarn ermöglichte, mit der Rechten das Volk grüßend. Rund um den Thron sitzen auf dem Kranzgesims als allegorische Verkörperungen der Kardinaltugenden Gerechtigkeit, Kraft, Milde und Weisheit vier Frauenfiguren.
An den vier Seiten des Sockels befindet sich jeweils ein Bogenfeld mit einem Relief und davor ein freistehendes Standbild in thematischem Zusammenhang:
- Die Berater der Kaiserin werden repräsentiert von Wenzel Anton Kaunitz als Statue und Johann Christoph von Bartenstein, Gundaker Thomas Graf Starhemberg und Florimond Claude von Mercy-Argenteau im Relief, dessen Hintergrund die Gloriette im Garten von Schloss Schönbrunn zeigt.
- Für die Verwaltung stehen Friedrich Wilhelm von Haugwitz (Statue) sowie (v. l. n. r.) Antal Grassalkovich I. (steht für das Königreich Ungarn), Samuel von Brukenthal (für Siebenbürgen), Paul Joseph von Riegger (Wissenschaftler, Staatsrechtler),  Joseph von Sonnenfels (Verwaltungsreformer)  und Karl Anton von Martini (Universitätsprofessor für das Staatsrecht) in einem Beratungszimmer in der Hofburg.
- Für das Militär stehen Josef Wenzel I. von Liechtenstein (Statue) mit Franz Moritz von Lacy, Andreas Hadik von Futak und Franz Leopold von Nádasdy vor der Burg in Wiener Neustadt, in der 1752 die Theresianische Militärakademie eingerichtet worden war.
- Wissenschaft und Kunst werden repräsentiert durch den Arzt Gerard van Swieten (Statue), den Numismatiker Joseph Hilarius Eckhel, den Historiker György Pray und die Komponisten Christoph Willibald Gluck, Joseph Haydn und den als Kind dargestellten Wolfgang Amadeus Mozart vor der Alten Universität.

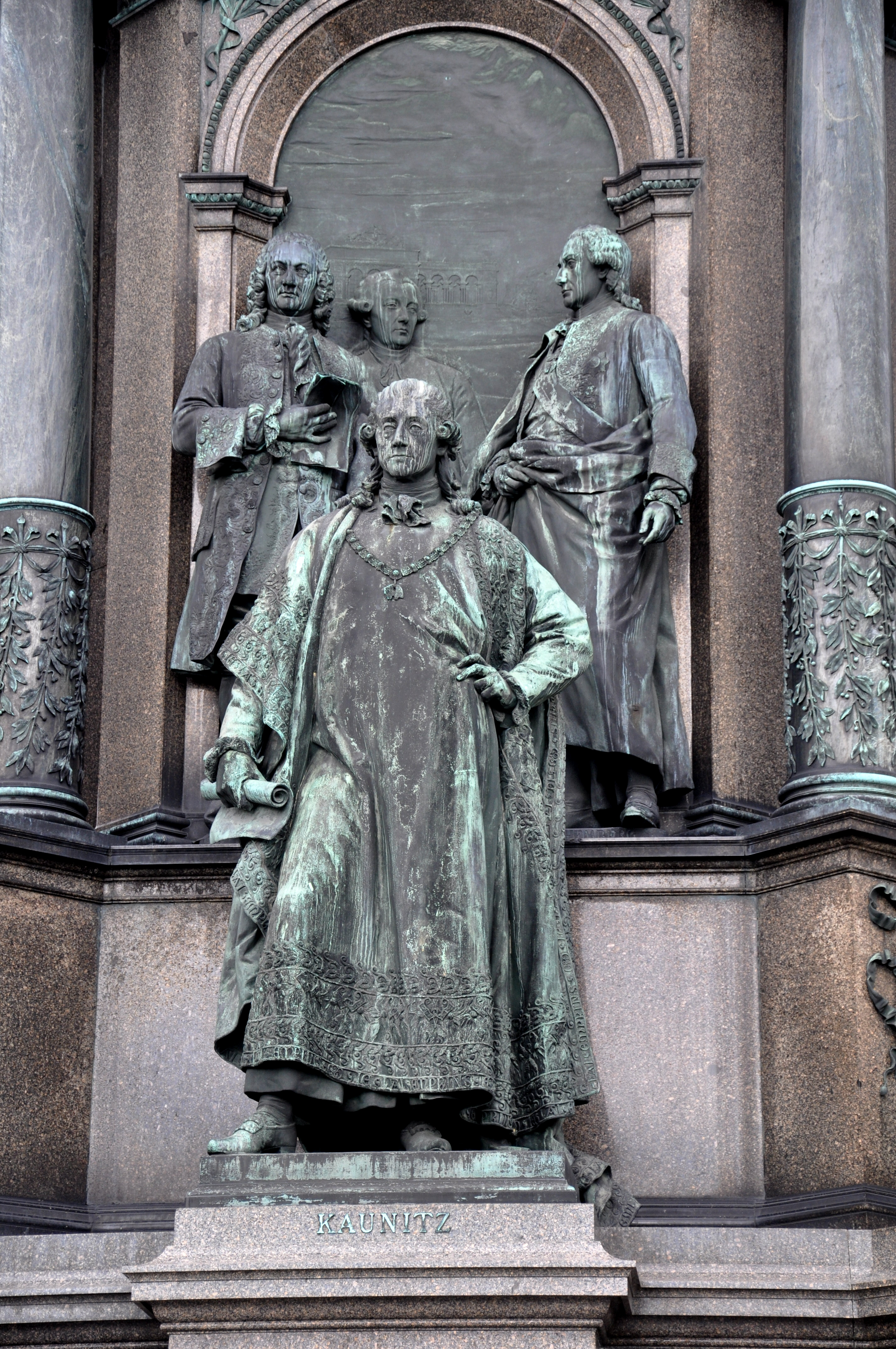
Berater
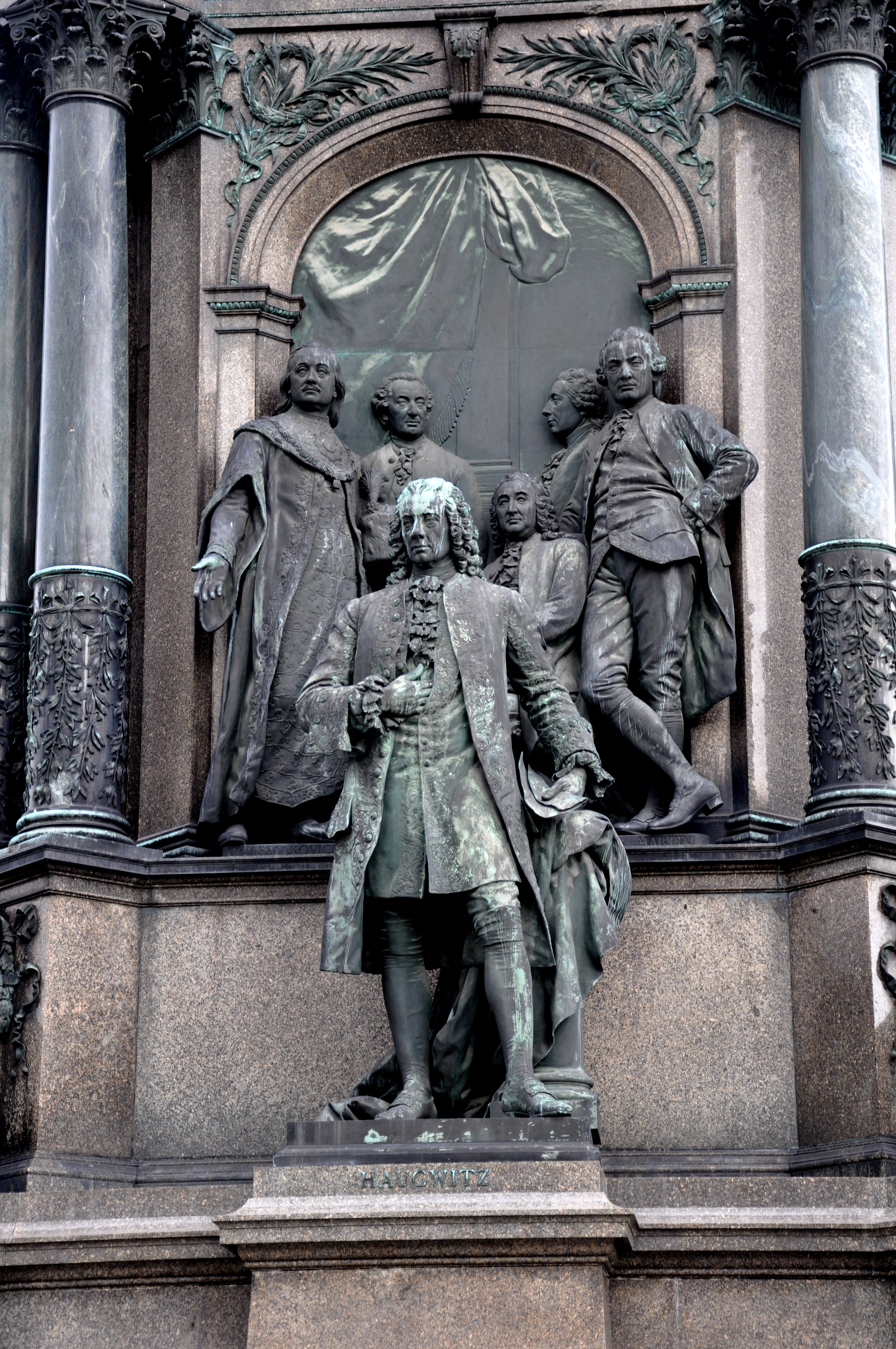
Verwaltung
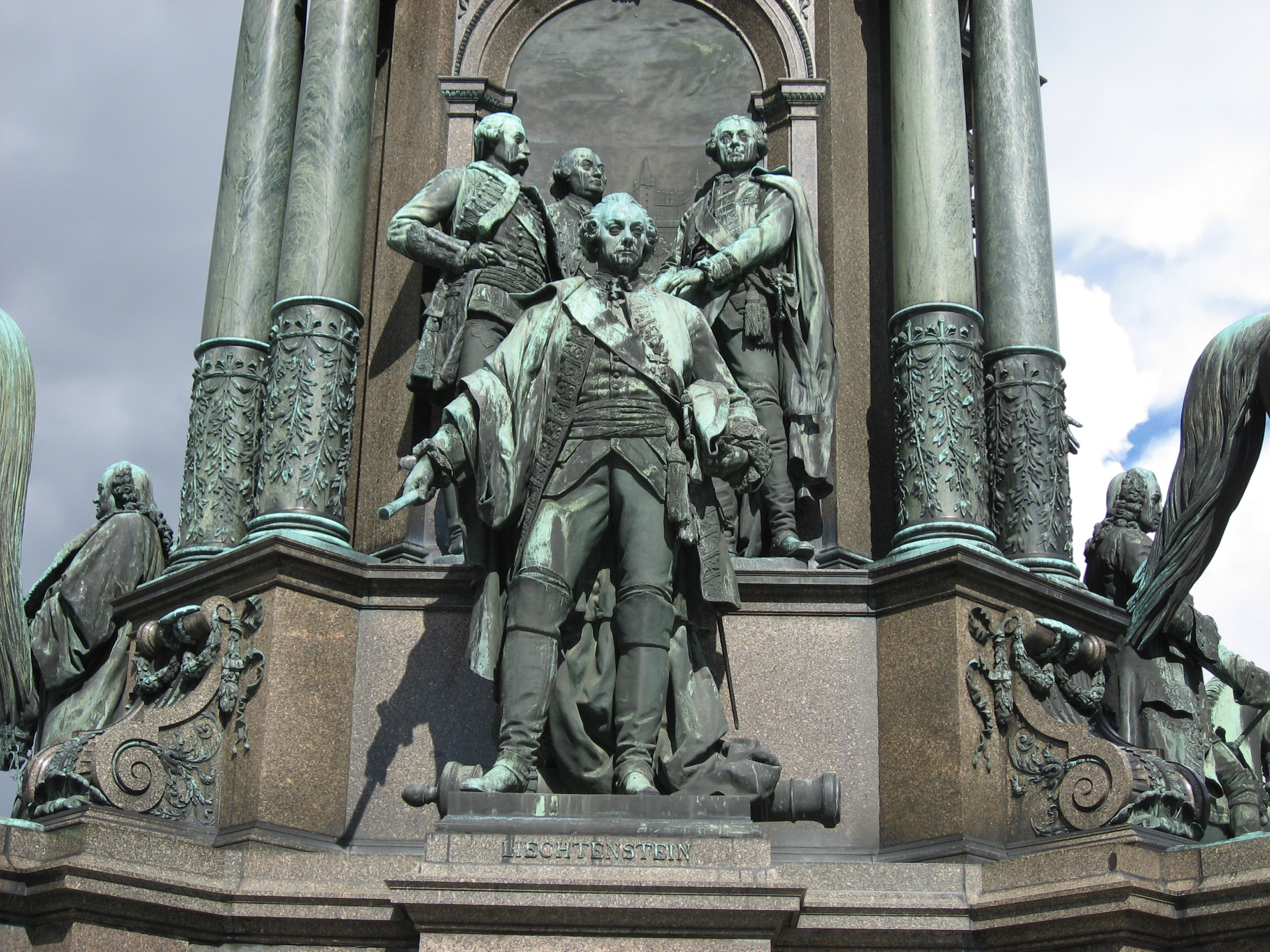
Militär
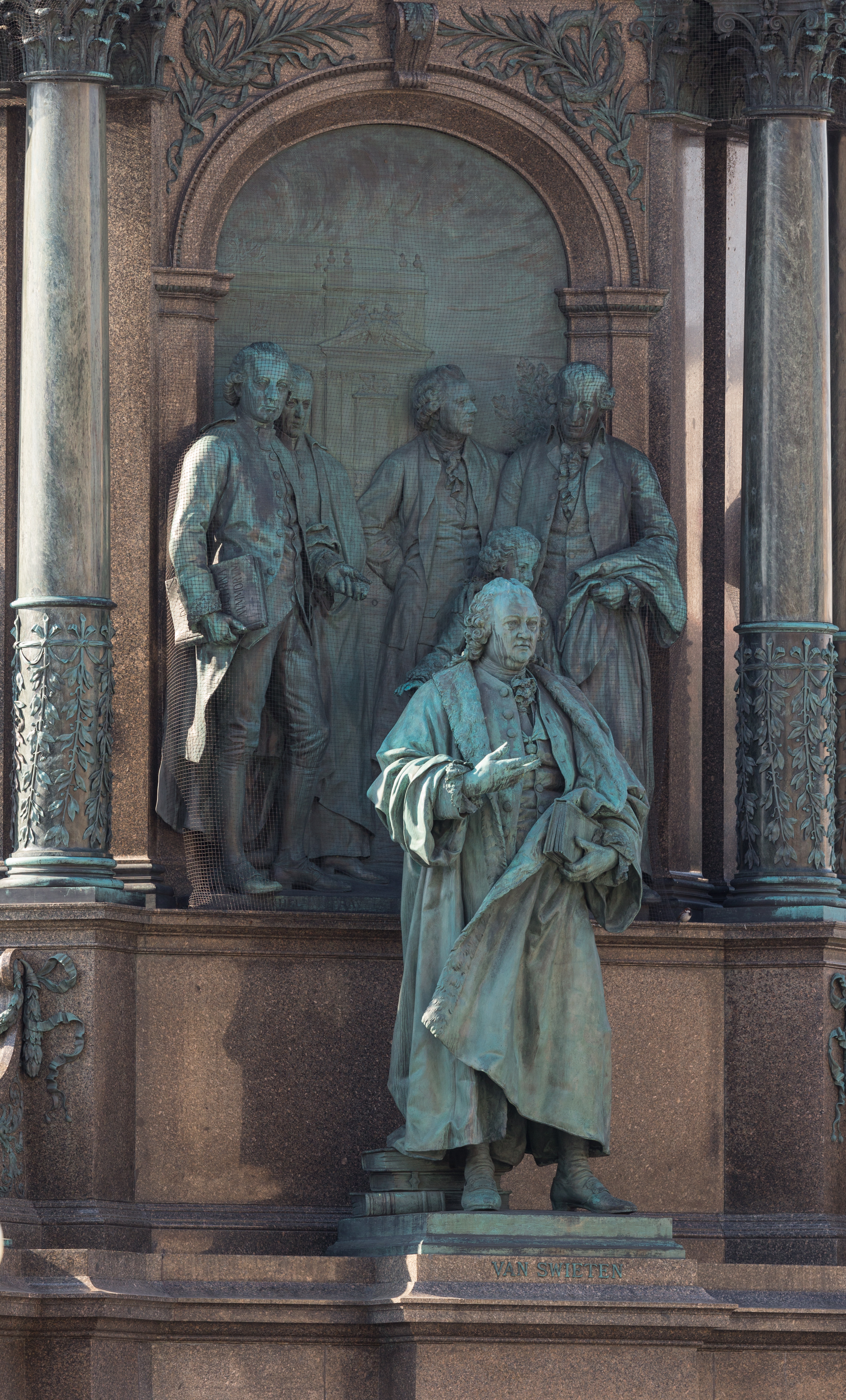
Wissenschaft und Kunst

Auf den diagonalen Achsen umgeben Reiterstandbilder von vier Feldherren aus der Ära Maria Theresias das Denkmal: Leopold Joseph von Daun (1705–1766), Ludwig Andreas von Khevenhüller (1683–1744), Gideon Ernst von Laudon (1717–1790) und Otto Ferdinand von Abensperg und Traun (1677–1748).

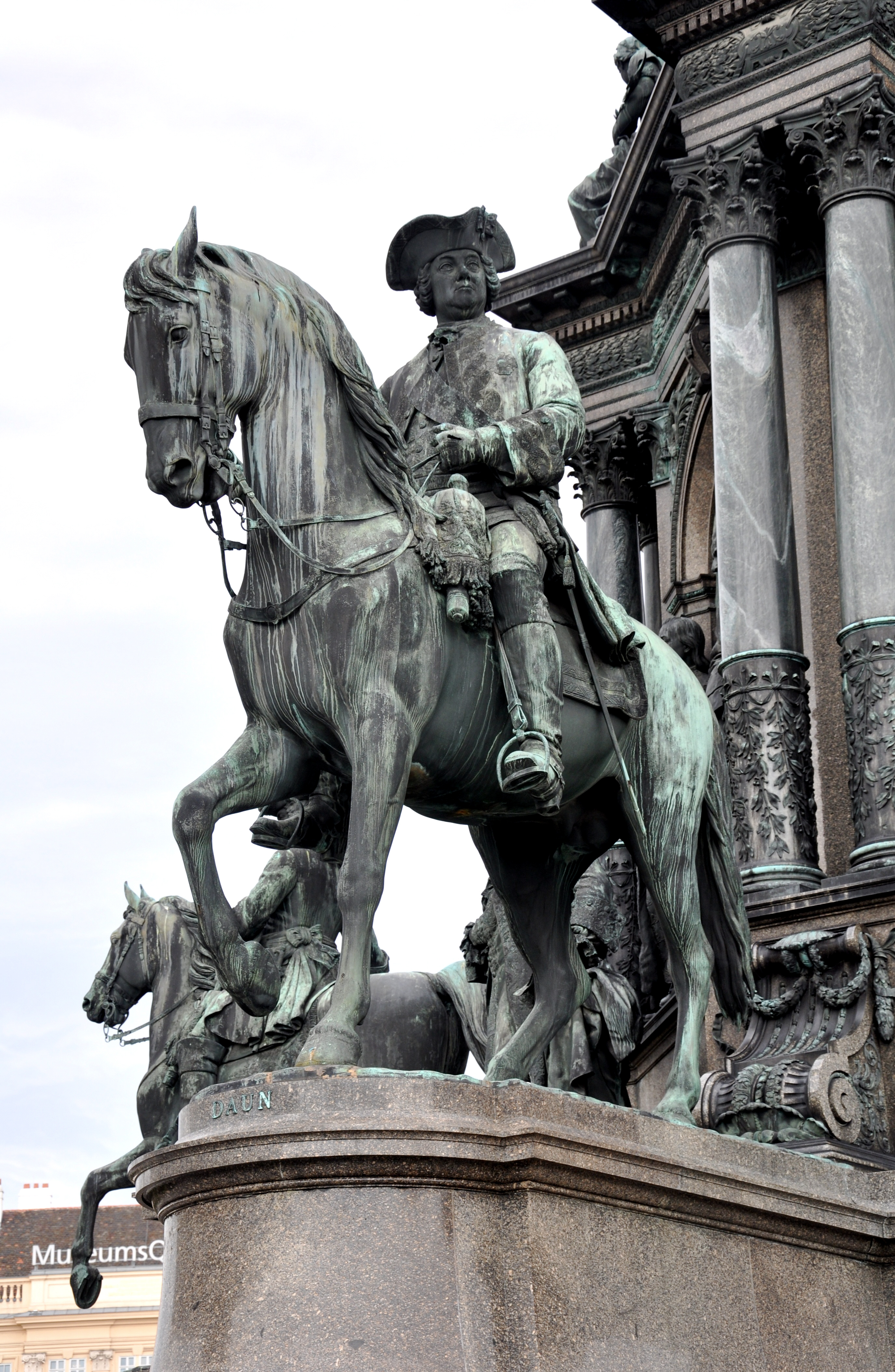
Leopold Joseph von Daun
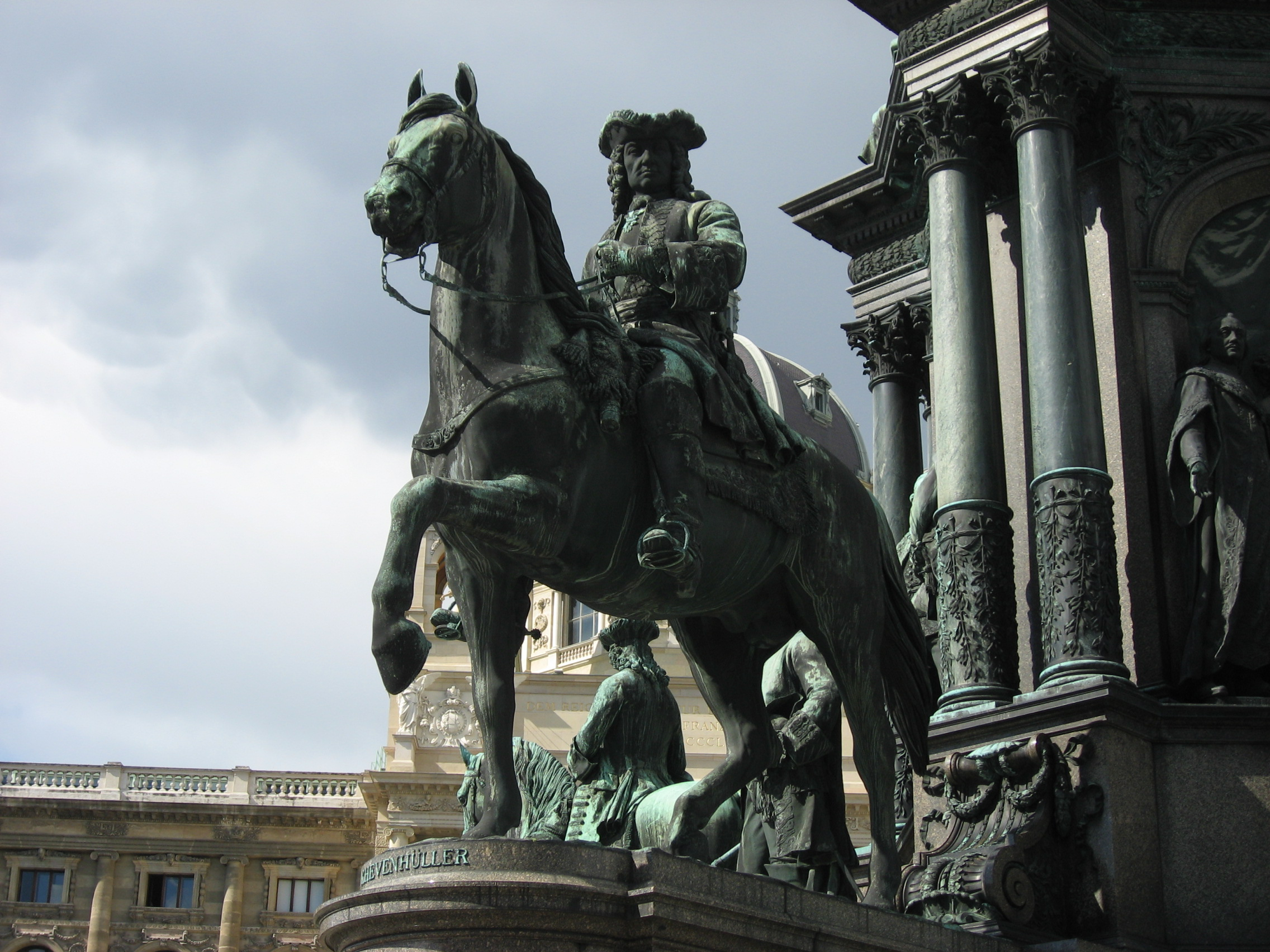
Ludwig Andreas von Khevenhüller
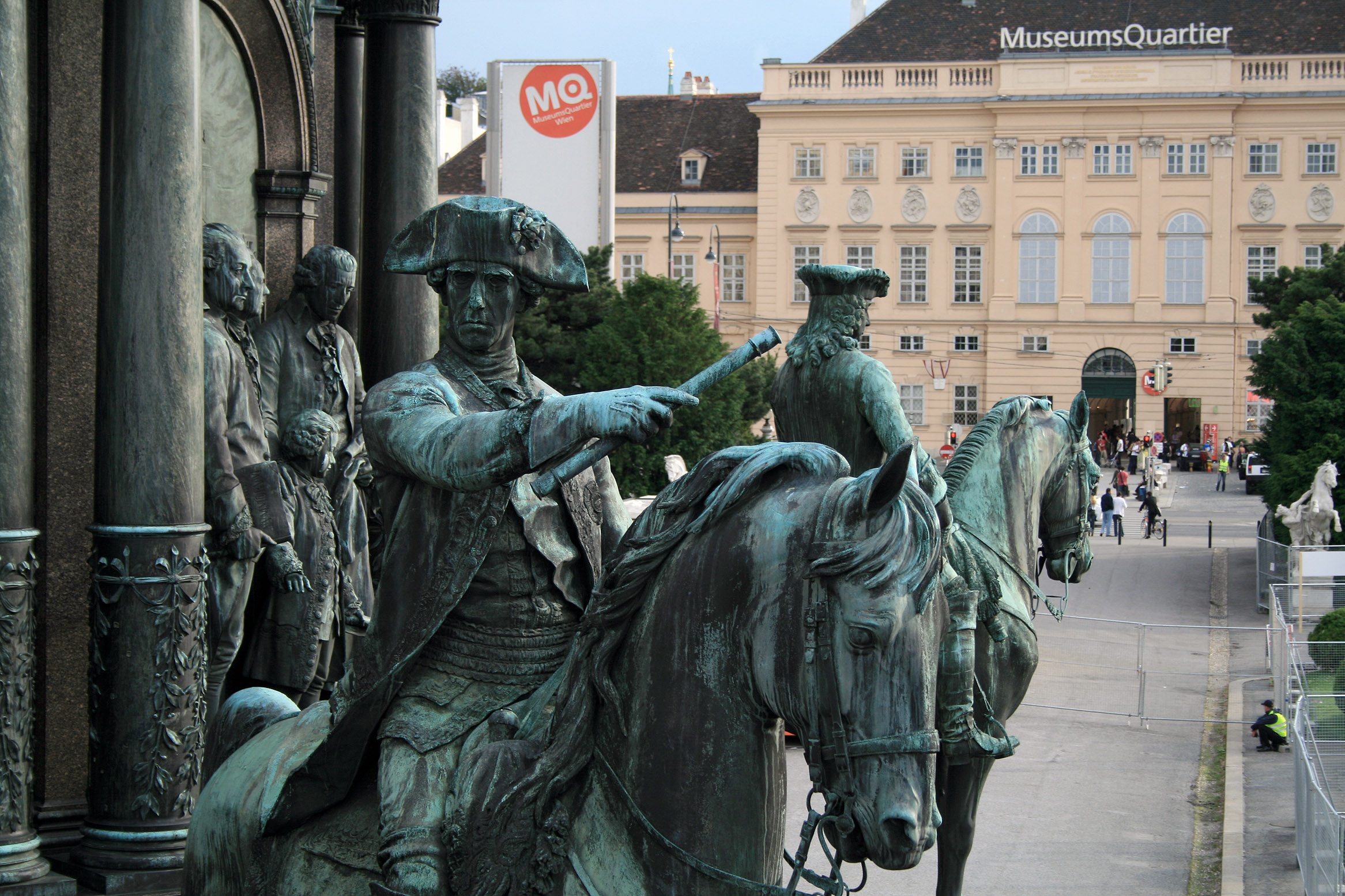
Gideon Ernst von Laudon
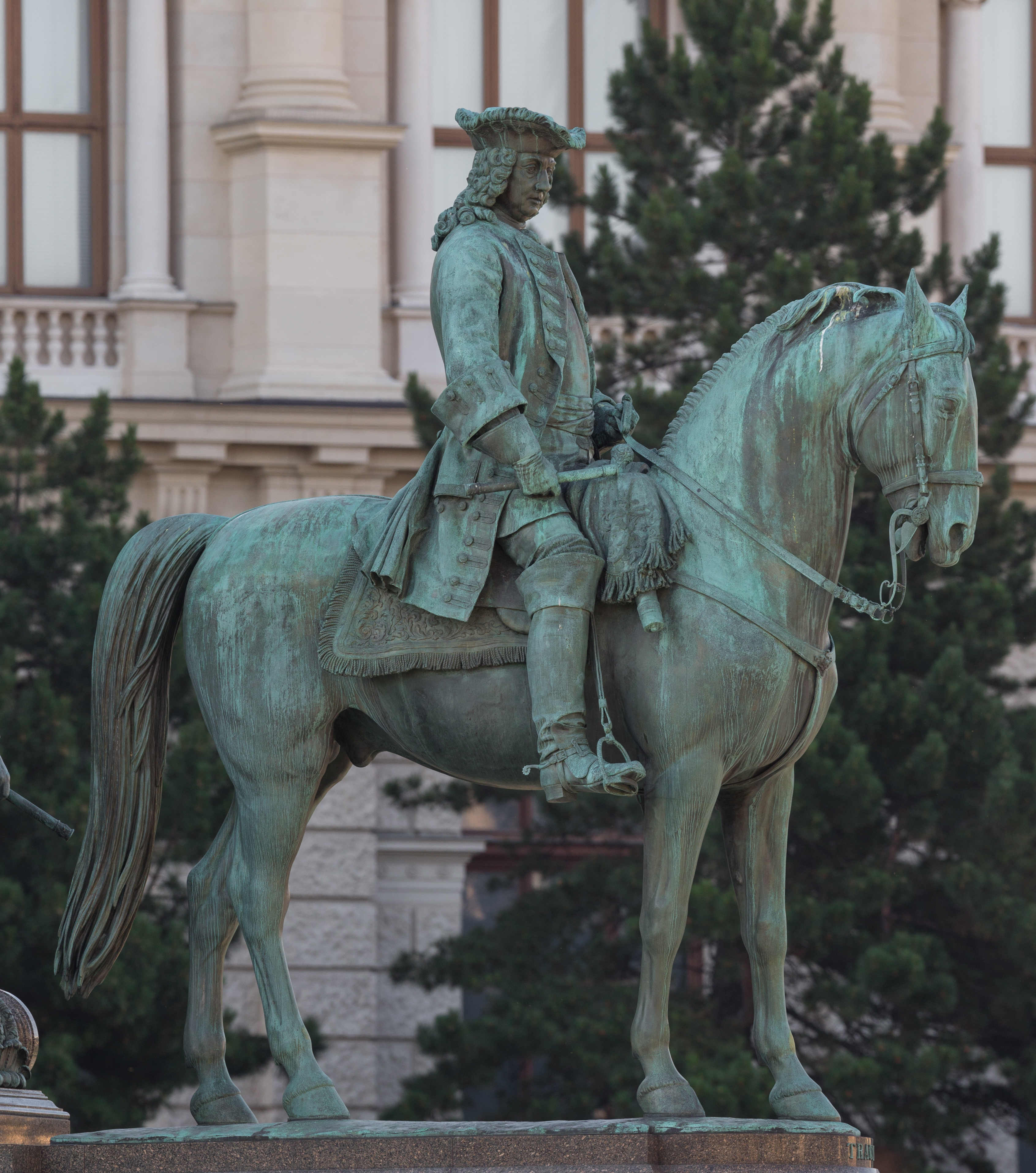
Otto Ferdinand von Abensperg und Traun

Das Denkmal wurde ab Oktober 2008 generalsaniert. In einem ersten Schritt wurden der Sockel, dessen Granitverkleidung und das Fundament restauriert. Unter dem Denkmal wurde im Zuge der Arbeiten ein etwa 600 m² großes Ziegelgewölbe als tragende Konstruktion entdeckt, das bereits bekannten Bauelementen unter den Reiterstandbildern auf dem Heldenplatz ähnelt. Im zweiten Schritt wurde bis Ende 2013 die Sanierung der Stein- und Metalloberflächen abgeschlossen. Das von Tritonen- und Najadenbrunnen begleitete Ensembledenkmal zählt zum Weltkulturerbe Historisches Zentrum von Wien.

## Rezeption

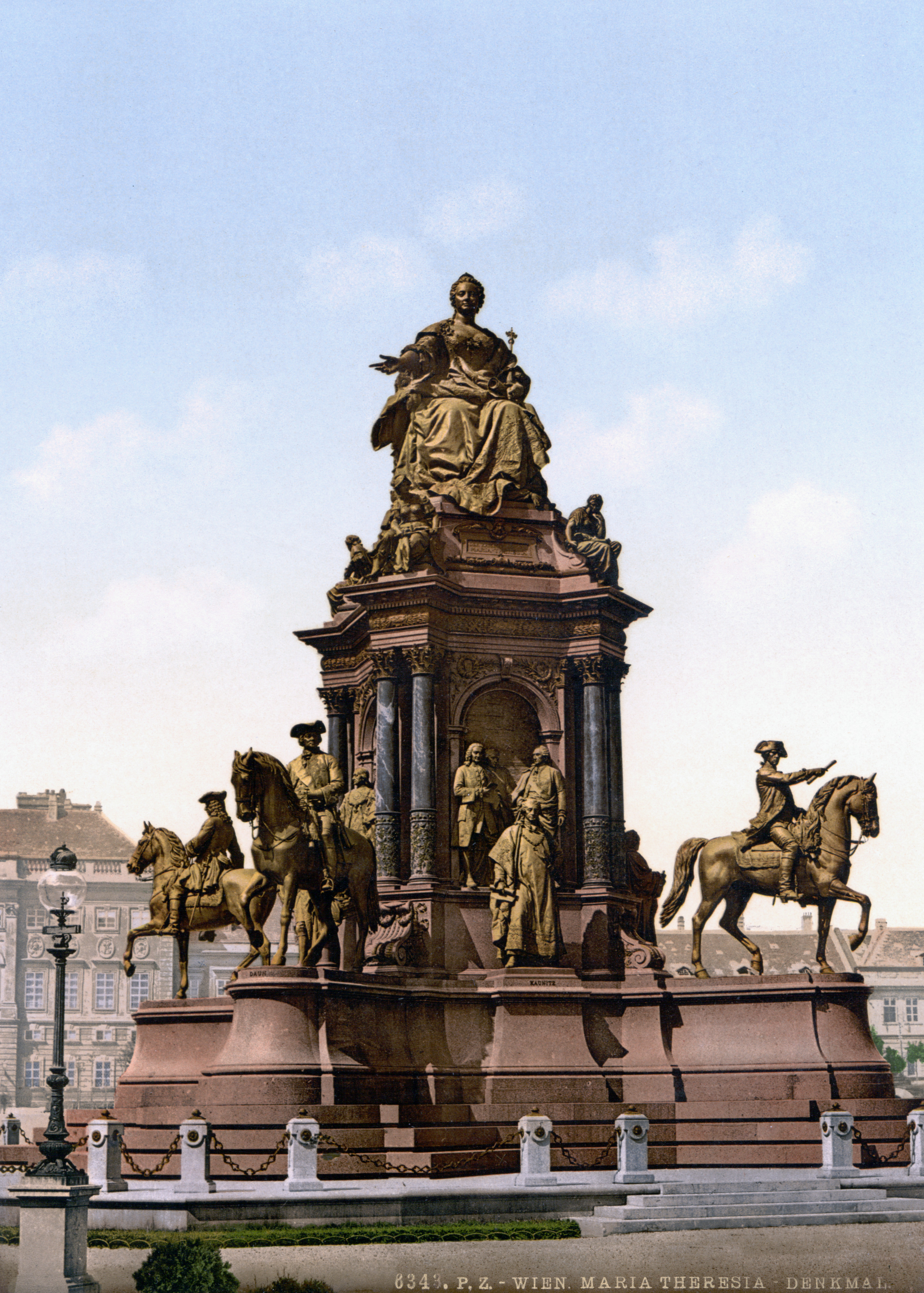
Maria-Theresien-Denkmal um 1900

Zur Enthüllung des Denkmals am 171. Geburtstag der Kaiserin fand am 13. Mai 1888 ein großer Festakt statt. Vor dem Denkmal war dazu in einem Festzelt eine Kaiserloge errichtet worden, in der die gesamte kaiserliche Familie an der Zeremonie teilnahm. Der Wiener Erzbischof Kardinal Cölestin Josef Ganglbauer zelebrierte mit 20 anderen Bischöfen ein feierliches Tedeum, Generäle waren in weißen Waffenröcken mit Ordensbändern anwesend, Militär sicherte den Platz. Bei der Enthüllung des Denkmals läuteten alle Kirchenglocken Wiens.
Kaiserin Elisabeth nahm als 51-Jährige am Festakt teil und verfasste darüber ein Gedicht, das erst Jahrzehnte später publiziert wurde. Sie sah das Ereignis durchaus kritisch, wie folgende Textzitate zeigen:

„Welch’ grosse Ehren kann man doch / Durch Ahnen sich verdienen.“

„Bei Gott, was soll aus dem Gewühl / Aus Habsburgsprossen werden? / Aus diesem teuren Ornament / Das jedes Land belastet (…)“

Sie lässt Maria Theresia sprechen:

„Ihr riefet mich herab zu Euch / Doch was muss ich gewahren? / Der alte Zopf, er blieb sich gleich / Seit hundert und acht Jahren! / Ihr seid so stolz noch und borniert, / Wie zu den besten Zeiten (…)“

Maria Theresia verlangt, die Ehrengäste mögen dem Volk eine Festtafel bereiten:

„Ihr, Habsburgs Sprossen, tretet vor! / Aus Eures Zeltes Schatten, / Seid heute selber Dienerchor / Dem Volk von Gottes Gnaden.“

Die Wiener Tageszeitung Neue Freie Presse berichtete am 14. Mai 1888 ausführlich über den außergewöhnlichen Festakt und die Zufriedenheit des Kaiserpaares mit dem Denkmal, hielt aber auch fest, dass die Gegenwart des Staates nicht so ruhmreich ausfalle wie die verflossenen Jahrhunderte. Als Beispiele wurden aus politischen Diskussionen tagesaktuelle Probleme der Gleichberechtigung der Nationalitäten Cisleithaniens berichtet.